# Тюкова, Анна Игнатьевна
Анна Игнатьевна Тюкова (1916 — неизвестно) — передовик советского сельского хозяйства, доярка совхоза имени X лет Октября Щёлковского района Московской области, Герой Социалистического Труда (1966).

## Биография
Родилась в 1916 году в Воронежской губернии в русской семье крестьянина. В возрасте восьми лет осталась полной сиротой и воспитывалась в детском доме при образовавшемся совхозе "Ильич" Рязанской области. В 12-летнем возрасте она стала работать на ферме, помогала ухаживать за животными. Позже стала работать дояркой.
В 1952 Анна Игнатьевна переехала в Московскую область и трудоустроилась работать на ферму в совхоз Х лет Октября. На протяжении длительного времени являлась передовиком производства. Стабильно получала до пяти тысяч килограммов молока от закреплённой коровы в среднем в год. Неоднократно становилась победителем социалистических соревнований. По итогам 7-й семилетки вошла в группу передовых доярок Московской области.
За достигнутые успехи в развитии животноводства, увеличении производства и заготовок мяса, молока, яиц, шерсти и другой продукции, Указом Президиума Верховного Совета СССР от 22 марта 1966 года Анне Игнатьевне Тюковой было присвоено звание Героя Социалистического Труда с вручением ордена Ленина и золотой медали «Серп и Молот».
В дальнейшем продолжал трудовую деятельность. Неоднократно избиралась депутатом Литвиновского сельского совета и поселкового совета депутатов трудящихся. С 1968 года являлась персональной пенсионеркой союзного значения. Проживала в посёлке Литвиново Щёлковского района. Дата смерти не установлена.
Захоронена на кладбище с. Трубино Щелковского района. 

## Награды
За трудовые успехи удостоен:
- золотая звезда «Серп и Молот» (22.03.1966),
- орден Ленина (22.03.1966),
- другие медали.